# Drübeck
Drübeck este un cartier al orașului Ilsenburg (Harz) din landul Saxonia-Anhalt, Germania. Până în 2009 a fost o comună.